# Душан Станков
Душан Станков (Вршац, 30. април 1900 — Београд, 4. март 1983) био је инжењер и професор Машинског факултета у Београду, југословенски конструктор авиона веома заслужан за развој Машинског Факултета у Београду и југословенског ваздухопловства уопште.

## Биографија
Рођен је 30. априла 1900. године у Вршцу (Банату), где је завршио основну школу и гимназију. Технички факултет Универзитета у Београду је завршио 1924. године. Умро је 4. марта 1983, као пензионисани професор Машинског Факултета Универзитета у Београду.

### Радна биографија
Након завршеног факултета и одслуженог војног рока инж. Станков се септембра месеца 1927. године запошљава у фабрици авиона Икарус у Земуну као инжењер и ту ради до априла месеца 1931. године. У том периоду неколико месеци је провео радећи у погону Икаруса и Новом Саду на конструкцији и фабрикацији авиона. У то време су у погону у Новом Саду израђивани хидроавиони домаће конструкције за потребе Југословенског Поморског ваздухопловства. Икарус је имао аранжмане са инжењерима Рудолфом Физиром и Јосипом Миклом који су имали дугогодишње искуство у градњи авиона, да за његове потребе пројектују авионе. Ови инжењери су били изванредни практичари али у погледу статичког прорачуна конструкције били недовољно обучени. Њима је додељен млади инжењер Д. Станков који је био изванредан статичар и који је обавио статичке прорачуне готово свих авиона које су направиле његове старије колеге. Тако су на основу тих прорачуна ови авиони добијали пловидбене дозволе.
Од априла 1931. године до априла месеца 1933. инж. Д. Станков је радио као инжењер у команди ратног вазудухопловства. Од априла 1933. из Команде РВ прелази у Земунски Змај за техничког директора фабрике авиона и на том месту остаје све до капитулације Краљевине Југославије у Априлском рату 1941. године. Овај период се сматра најплоднији у конструкторској каријери инж. Душана Станкова. Поред конструкторског посла инж. Д. Станков се као технички директор Змаја хтео не хтео, морао бавити и проблемима производње авиона, који с обзиром на окружење нису били тако мали. У Југославије је тада машинска индустрија била слабо развијена тако да су се произвођачи углавном морали ослањати на сопствене снаге при решавању сваког проблема. Са друге стране то је било погодно тле за развој стручњака свих могућих профила. Ваздухопловна индустрија Југославије између два светска рата била је својеврсан расадник врсних стручњака свих профила и струка. За време рата инж. Душан Станков ради на Машинском одсеку Техничког Факултета у Београду у звању доцента на предмету Статика летелица.
У послератном периоду професор Душан Станков је наставио да се бави конструисањем летелица, па је 1946. године учествовао на Конкурсу који је расписала Команда ваздухопловства и на основу предратног бомбардера Змај Р-1 пројектовао двомоторни тренажни бомбардер Икарус 215 који се није серијски производио, али је прототип, направљен у фабрици Икарус, годинама коришћен за тренажу и обуку пилота бомбардера. И даље је радио на Машинском факултету у Београду на Катедри за ваздухопловство одакле је отишао у пензију 1969. године, када је испунио законске услове у звању редовног професора. Након одласка у пензију проф. Д. Станков је наставио да предаје на Ваздухопловно-техничкој академији РВ и ПВО у Жаркову, која је деловала као део Машинског факултета у Београду. Део своје научне активности проф. Д. Станков је остварио и као научни сарадник Машинског института САНУ. Био је и један од оснивача Југословенског друштва за механику.

### Пројекти авиона

#### Реализовани пројекти
- Fizir-Maybach 260 - статички прорачун авиона Физир Мајбах (1927)
- Девоатин D.1 – реконструкција трупа ловачког авиона 1929 год.,
- Спортска амфибија АФ.2 - заједнички пројект са Р. Физир (1930)
- Физир Ф1В - авион за основну обуку 1930. год. (серијска производња),
- Физир Ф1М-Јупитер - школски хидроавион 1930. год. (серијска производња),
- Физир ФН - авион за основну обуку 1930. год. (серијска производња),
- Физир ЛАФ - заједнички пројект са Р. Физир, лаки спортски авион са Џипси 2 мотором (1931),
- Хајнкел He-8 – хидроавион (1 примерак 1931. год.) пројектовање и израда металне конструкције трупа,
- Физир ФП-1 – школски, заједнички пројект са Р. Физир (1 примерак – прототип 1934. год.)
- Физир ФП-2 – школски авион 1936. год. (серијска производња),
- Змај Р-1 – вишенаменски авион ловац – бомбардер - извиђач (класа разарачи) (1 примерак – прототип 1940. год.)
- Икарус 215 - вишенаменски авион 1949. год,
- Икарус С-49Ц- статички прорачун ловаца С-49А и С-49Ц[3]

#### Нереализовани пројекти
- Змај З. Л. 1; 2; 3 - главни пројекти за ловце са моторима Хиспано Суиза HS 12Nb, Гноме-Рон К9 и К9 са компрес. 1933 и 1934. год.
- Змај Б. В. З. - пројект двомоторног бомбардера 1934. год.

### Галерија
- Школски авиона Физир ФН.
- Школски прелазни авион Физир ФП-2.
- Вишенаменски борбени авион Икарус 215
- Ловачки авион Девоатин Д.1

### Наставна делатност
Веома рано, већ 1934. године инж. Душан Станков се укључује у факултетску наставу на Техничком факултету Универзитета у Београду у звању приватног доцента. Од 1946. године инж. Д. Станков је изабран за хонорарног наставника на Машинском факултету где је са својим колегама поставио солидне основе за савремену наставу и на тај начин омогући образовање високошколских кадрова неопходних нашем ваздухопловству.
Октобра 1948. је изабран за ванредног професора на Ваздухопловном одсеку Машинског факултета, а 1949. постаје декан Машинског факултета. Као декан Машинског факултета (а изабран је у два изборна периода 1949/50. и 1950/51. године) у могоме је допринео употпуњавању наставе и обезбеђивању свих потребних услова за формирањем и опремањем потребних лабораторија Факултета.

### Књиге
У периоду рада на Машинском факултету проф. Душан Станков је поред научно стручних радова, написао два универзитетска уџбеника:
- Станков, Душан (1948). Предавања из статике авиона. Београд: Издавач: Научна књига.
- Станков, Душан. (1971). Прорачун авионских конструкција. Београд: Издавач: Научна књига, Штампарија Минерва Суботица.